# Lenka (Slovacchia)
Lenka (in ungherese: Sajólenke) è un comune della Slovacchia facente parte del distretto di Rimavská Sobota, nella regione di Banská Bystrica.